# 闵一得
闵一得（1758年—1836年），名苕蒪（一作苕旉），字朴之（一作补之），一字小艮，派名一得，浙江吴兴人，清代道士，全真道龙门派第十一代传人。

## 生平
年九岁入浙江台州天台山桐柏宫，从学内丹。后服官滇南。乾隆末年（1790—1795）去官，于吴兴（今浙江湖州）金盖山主持纯阳宫。主持该宫教务，并从事著述。

## 著作
撰著有《金盖心灯》八卷，卷前列《道谱源流图》，以老子为道祖，吕岩为道宗。吕岩之下，分列刘海蟾、张伯端至白玉蟾等南宗五祖之传系，和王重阳至北七真之传系；继列龙门派第一代至第十四代之传系，重点记述了龙门派第一代至第十四代传人的事迹。是研究明、清龙门派历史的重要资料。又辑撰有《道藏续编》、《古书隐楼藏书》、《还源编阐微》、《大梵先天梵音斗法》等。《道藏续编》是闵一得收录明清以来晚出的丹经道书编辑而成，所录的道书都是明《正统道藏》所未能收入者。